# 跃峰渠
跃峰渠，位于中华人民共和国河北省邯郸市中西部，是清漳河上的引水渠道。跃峰渠建于20世纪70年代，分三期建设完成。工程大部分流经山区，地形复杂。跃峰渠干渠渠首位于涉县合漳乡台庄村的台庄引水枢纽，途径涉县东南角、磁县西部、峰峰矿区北部、武安市东南部等地区，止于武安市淑村镇流泉村北。总干渠全长83.6千米，设计灌溉面积4.29万公顷。干渠自磁县白土镇张二庄村的张二庄分水枢纽以下有5条分干渠，总长135.2千米。
跃峰渠采用了集中会战的方式修建，共有数十万人参与。跃峰渠通水后，成为沿岸县区重要的工业、农业用水水源。